# Eleonora Romanova
Pour les articles homonymes, voir Romanova.
Eleonora Alekseevna Romanova (ukrainien : Елеонора Олексіївна Романова; russe : Элеонора Алексеевна Романова), née le 17 août 1998 à Krasnodon, est une gymnaste rythmique ukrainienne et russe.
Elle concourt pour la Russie depuis 2016.

## Palmarès

### Championnats du monde
- Izmir 2014
  -  médaille de bronze au concours général par équipe.
- Stuttgart 2015
  -  médaille de bronze au concours général par équipe.

### Championnats d'Europe
- Minsk 2015
  -  médaille de bronze au concours général par équipe.